# Лотарь I фон Штаде
Лотарь I фон Штаде (нем. Lothar I. von Stade; погиб 2 февраля 880) — граф Штаде, возможный родоначальник династии Удоненов.

## Биография
2 февраля 880 года герцог Саксонии Бруно пытался отразить нападение данов, но попал в окружение около Эбсторфа и был убит. В «Фульдских анналах» среди 12 графов, которые погибли вместе с герцогом Бруно, упоминается и имя графа Лотаря, который был женат на Энде, сестре Бруно. По мнению некоторых историков, этот граф Лотарь мог быть предком графов Штаде из династии Удоненов. Однако не существует первичных источников, которые подтверждают это родство.

## Брак и дети
Жена: Энда Саксонская (ум. ок. 874), дочь Людольфа, герцога Саксонии
- Лотарь II (погиб 5 сентября 929), граф Штаде